# Carmen Delgado
Carmen Delgado (Cidade do México, 7 de maio de 1957) é uma atriz mexicana.

## Filmografia
- Así en el barrio como en el cielo - Liliana Mejía "La Pechu"
- Vivir a destiempo - Soledad "Chole" Sierra
- Amor cautivo - Paula Manríquez
- Emperatriz - Graciela "La Gata" Mendoza
- Vuélveme a querer - Rosa María
- Pobre rico, pobre - Lucero
- Bellezas indomables - Carmen Vda. de López
- Montecristo - Helena
- Belinda - Gardenia
- Desde Gayola - La Chata
- Cuando seas mía - Constanza de Sandoval
- Súbete a mi moto - Carmen / Adela
- Tío Alberto - Vanessa
- Háblame de amor - Esther
- A flor de piel - Silvia
- Yacaranday - Cecilia Alcázar Robles
- La casa del naranjo - Fidela
- Demasiado corazón
- La indomable - Cristina
- Aprendiendo a vivir - Raquel
- Caminemos - Pily